# Liste der brasilianischen Botschafter in der Dominikanischen Republik
Die brasilianische Botschaft befindet sich in der zweiten Etage des Edificio Franco Acra der Franco & Acra Tecniseguros, seit 2013 eine Tochter von Marsh & McLennan Companies in der Calle Eduardo Vicioso No. 32, vulgo Avenue Winston Churchill, in Santo Domingo.
| Ernannt       | Name                                         | Bemerkungen                         | ernannt während der Regierung von    | akkreditiert während der Regierung von | Posten verlassen |
| ------------- | -------------------------------------------- | ----------------------------------- | ------------------------------------ | -------------------------------------- | ---------------- |
| 1. Mai 1928   | Arthur Guimarães de Araujo Jorge             |                                     | Washington Luís Pereira de Sousa     | Horacio Vásquez                        | 19. Mai 1932     |
| 31. März 1939 | Silvio Rangel de Castro                      |                                     | Getúlio Vargas                       | Jacinto Bienvenido Peynado             | 14. Okt. 1940    |
| 15. Okt. 1940 | Oswaldo de Moraes Corrêa                     |                                     | Getúlio Vargas                       | Manuel de Jesús Troncoso               | 21. Aug. 1943    |
| 1943          | Raul Conrado                                 | Geschäftsträger                     | Getúlio Vargas                       | Rafael Leónidas Trujillo Molina        |                  |
| 28. Sep. 1943 | Gastão Paranhos do Rio Branco                |                                     | Getúlio Vargas                       | Rafael Leónidas Trujillo Molina        | 1. Sep. 1946     |
| 1948          | Leopoldo Teixeira Leite Filho                | Geschäftsträger                     | Eurico Gaspar Dutra                  | Rafael Leónidas Trujillo Molina        |                  |
| 2. Dez. 1948  | Oswaldo de Moraes Corrêa                     |                                     | Eurico Gaspar Dutra                  | Rafael Leónidas Trujillo Molina        | 25. Feb. 1952    |
| 1952          | Aldo de Freitas                              | Geschäftsträger                     | Getúlio Vargas                       | Hector Bienvenido Trujillo Molina      |                  |
| 6. März 1952  | Paulo Germano Hasslocher                     |                                     | Getúlio Vargas                       | Hector Bienvenido Trujillo Molina      | 2. Jan. 1956     |
| 1956          | Aldo de Freitas                              | Geschäftsträger                     | Juscelino Kubitschek                 | Hector Bienvenido Trujillo Molina      |                  |
| 17. Juli 1956 | Décio Martins Coimbra                        |                                     | Juscelino Kubitschek                 | Hector Bienvenido Trujillo Molina      | 16. Aug. 1958    |
| 1958          | Francisco Hermógenes de Paula                | Geschäftsträger                     | Juscelino Kubitschek                 | Hector Bienvenido Trujillo Molina      |                  |
| 3. Juli 1959  | Jayme da Barraos Gomes                       |                                     | Juscelino Kubitschek                 | Hector Bienvenido Trujillo Molina      | 17. Juli 1960    |
| 1960          | Ruy Barreto                                  | Geschäftsträger                     | Juscelino Kubitschek                 | Joaquín Antonio Balaguer Ricardo       |                  |
| 1960          | Antonio Conceição Paranhos                   | Geschäftsträger                     | Juscelino Kubitschek                 | Joaquín Antonio Balaguer Ricardo       | 1962             |
| 24. Juni 1965 | Geraldo Eulálio do Nascimento de Silva       |                                     | Humberto Castelo Branco              | Héctor García Godoy                    | 4. Dez. 1967     |
| 1967          | Gil Roberto Fernando de Ouro Prêto           | Geschäftsträger                     | Artur da Costa e Silva               | Joaquín Balaguer                       | 1968             |
| 29. Jan. 1968 | Lucillo Haddock Lôbo                         |                                     | Artur da Costa e Silva               | Joaquín Balaguer                       | 2. Juli 1969     |
| 1969          | Adolpho Correa de Sá e Benevide              | Geschäftsträger                     | Emílio Garrastazu Médici             | Joaquín Balaguer                       | 1970             |
| 8. Juli 1970  | Jurandyr Carlos Barroso                      | (* 26. Juli 1913 in Barra do Piraí) | Emílio Garrastazu Médici             | Joaquín Balaguer                       | 20. Apr. 1973    |
| 1981          | Guilherme Parreiras Horta                    | Geschäftsträger                     | João Baptista de Oliveira Figueiredo | Antonio Guzmán Fernández               |                  |
| 6. Okt. 1988  | Paulo Guilherme Vilas-Bôas Castro            |                                     | José Sarney                          | Salvador Jorge Blanco                  |                  |
| 6. Apr. 1995  | João Tabajara de Oliveira                    |                                     | Fernando Henrique Cardoso            | Salvador Jorge Blanco                  |                  |
| 14. Apr. 1997 | Fernando Antônio de Oliveira Santos Fontoura |                                     | Fernando Henrique Cardoso            | Leonel Fernández                       |                  |
| 27. Nov. 2002 | Ronaldo Edgard Dunlop                        |                                     | Fernando Henrique Cardoso            | Hipólito Mejía                         |                  |
| 16. Juni 2009 | João Solano Carneiro da Cunha                |                                     | Luiz Inácio Lula da Silva            | Leonel Fernández                       |                  |
| 11. Apr. 2012 | José Marcus Vinicius de Sousa                | [ 2 ]                               | Dilma Rousseff                       | Danilo Medina                          |                  |